# Achille Valdata
Achille Valdata (Torino, 13 settembre 1907 – Torino, 9 settembre 1987) è stato un pubblicista e critico cinematografico italiano; ha lavorato per il quotidiano La Stampa per 44 anni.

## Biografia
Iscritto all'albo dei giornalisti pubblicisti fin dalla sua costituzione, scrisse la sua prima recensione il 21 aprile 1928 nella rivista Kines.
Fu collaboratore, per le voci riguardanti il cinema, del Grande Dizionario Enciclopedico UTET.
Negli anni 1930 fu capo ufficio stampa della Lux Film, col compito di stendere le trame dei film da consegnare alla commissione di censura, nonché curare il materiale stampa per lanciare i prodotti della casa.
Iniziò a collaborare nel quotidiano La Stampa nel gennaio 1943 in qualità di correttore di bozze e poi vice del critico Mario Gromo e collaboratore di Leo Pestelli.
Lavorò come redattore capo sulla rivista Cine Teatro e collaboratore su Il Popolo Nuovo.
Fu  socio del Museo nazionale del cinema fin dalla sua fondazione; fu membro della giuria dei Nastri d'argento 1957 e presidente della giuria del Trento Film Festival nel 1965.
Nell'agosto 1987 gli fu conferita la medaglia d'oro nella manifestazione Una vita per il cinema. Morì il 9 settembre successivo all'Ospedale Molinette di Torino per complicazioni seguite a un intervento chirurgico allo stomaco.
Nell'ottobre dello stesso anno fu istituito il "Premio Valdata" al Festival internazionale Cinema giovani, poi divenuto Torino Film Festival.